# Чанахчи (Грузия)
Чанахчи (груз. ჩანახჩი) — село в Грузии, на территории Марнеульского муниципалитета края (мхаре) Квемо-Картли.

## География
Село находится в юго-восточной части Грузии, на северном склоне Сомхетского хребта, на левом берегу реки Шулавери, вблизи государственной границы с Арменией, на расстоянии приблизительно 30 километров (по прямой) к юго-западу от города Марнеули, административного центра муниципалитета. Абсолютная высота — 1067 метров над уровнем моря.

## Население
По результатам официальной переписи населения 2014 года в Чанахчи проживало 248 человек (120 мужчин и 128 женщин). В национальной структуре населения армяне составляли 99,2 %.
| Год  | Население, человек |
| ---- | ------------------ |
| 2002 | 235                |
| 2014 | ↗ 248              |